# Фјодор Теодор Буксгевден
Фјодор Теодор Буксгевден (14. септембар 1750 – 23. август 1811) био је руски генерал.

## Биографија
За заслуге у Руско-шведском рату унапређен је у чин генерал-мајора. Био је гувернер Пољске, а затим и гувернер Петрограда. Учествовао је и у Наполеоновим ратовима. Један је од учесника Битке код Аустерлица. Својом неактивношћу, као командант левог крила савезничке војске, допринео је поразу од Наполеонових трупа. У операцијама 1806-7 командовао је корпусом. У Руско-шведском рату (1808-9) на челу руске војске (24.000 војника) постигао је на почетку рата извесне услуге. Потом је смењен због неодлучности. Убрзо је разрешен војне службе.